# Cuphea repens
Cuphea repens är en fackelblomsväxtart som beskrevs av Emil Bernhard Koehne. Cuphea repens ingår i släktet blossblommor, och familjen fackelblomsväxter. Inga underarter finns listade i Catalogue of Life.